# بنسنفيل (إلينوي)
بنسنفيل (بالإنجليزية: Bensenville)‏ هي قرية تقع في الولايات المتحدة في إلينوي. يقدر عدد سكانها بـ 18,352 نسمة .

## الموقع الجغرافي
الموقع الجغرافي للمناطق المحيطة بهذه النقطة هو كالتالي:

## أعلام
- دولورس مور
- بوب موريس
- أودري فاغنر
- فيرن باتاغليا